# Hirvisalo (ö i Egentliga Tavastland)
Hirvisalo är en ö i Finland. Den ligger i sjön Mallinkaistenjärvi och i kommunen Janakkala i den ekonomiska regionen  Tavastehus ekonomiska region  och landskapet Egentliga Tavastland, i den södra delen av landet, 80 km norr om huvudstaden Helsingfors. Öns area är 54,9 hektar och dess största längd är 1,9 kilometer i sydöst-nordvästlig riktning.